# Presidenti del Suriname
I presidenti del Suriname si susseguono dal 1975, una volta che il Paese ebbe raggiunto l'indipendenza dal Regno dei Paesi Bassi.

## Lista
| Presidente (nascita-morte) | Presidente (nascita-morte) | Presidente (nascita-morte)            | Partito                           | Mandato           | Mandato           |
| Presidente (nascita-morte) | Presidente (nascita-morte) | Presidente (nascita-morte)            | Partito                           | Inizio            | Fine              |
| -------------------------- | -------------------------- | ------------------------------------- | --------------------------------- | ----------------- | ----------------- |
| 1                          |                            | Johan Henri Eliza Ferrier (1910-2010) | Partito Nazionale del Suriname    | 25 novembre 1975  | 13 agosto 1980    |
| 2                          |                            | Henk Chin A Sen (1934-1999)           | Partito Repubblicano Nazionalista | 15 agosto 1980    | 4 febbraio 1982   |
| 3                          |                            | Fred Ramdat Misier (1926-2004)        | Indipendente                      | 8 febbraio 1982   | 25 gennaio 1988   |
| 4                          |                            | Ramsewak Shankar (1937)               | Partito Riformatore Progressista  | 25 gennaio 1988   | 24 dicembre 1990  |
| –                          |                            | Ivan Graanoogst ad interim            | Partito Democratico Nazionale     | 24 dicembre 1990  | 29 dicembre 1990  |
| 5                          |                            | Johan Kraag (1913-1996)               | Partito Nazionale del Suriname    | 29 dicembre 1990  | 16 settembre 1991 |
| 6                          |                            | Ronald Venetiaan (1936)               | Partito Nazionale del Suriname    | 16 settembre 1991 | 15 settembre 1996 |
| 7                          |                            | Jules Wijdenbosch (1941)              | Partito Democratico Nazionale     | 15 settembre 1996 | 12 agosto 2000    |
| 8                          |                            | Ronald Venetiaan (1936)               | Partito Nazionale del Suriname    | 12 agosto 2000    | 12 agosto 2010    |
| 9                          |                            | Desiré Delano Bouterse (1945-2024)    | Partito Democratico Nazionale     | 12 agosto 2010    | 16 luglio 2020    |
| 10                         |                            | Chandrikapersad Santokhi (1959)       | Partito Riformatore Progressista  | 16 luglio 2020    | 16 luglio 2025    |
| 11                         |                            | Jennifer Geerlings-Simons (1953)      | Partito Democratico Nazionale     | 16 luglio 2025    | in carica         |